# Syllepte lactiguttalis
Syllepte lactiguttalis là một loài bướm đêm trong họ Crambidae.